# Тепловое загрязнение
Тепловое загрязнение — выброс тепла в атмосферу и в водные ресурсы, вызванный техногенной деятельностью человека, и наряду с выбросами парниковых газов, служащий одним из факторов глобального потепления.

## Причины
Любая тепловая машина характеризуется величиной КПД, показывающей отношение полезной работы к затраченной энергии. КПД на современных АЭС составляет примерно 30-35 %, а на ТЭЦ 35-40 %. Это означает, что большая часть тепловой энергии (60-70 %) выбрасывается в окружающую среду. Транспорт, работающий на ДВС, и потребляющий основную часть продуктов нефти, также вносит большой вклад в тепловое загрязнение.
В конечном итоге вся энергия от ископаемых углеводородов (нефть, уголь, газ, торф) и урана превращается в тепло, вызывая тепловое загрязнение атмосферы и водных ресурсов.

## Последствия
Тепловое загрязнение является причиной создания тепловых островов, местной (искусственной) инверсии температур над источником, что приводит к развитию микроциркуляций атмосферы, изменению микроклимата и усложнению механизма переноса загрязнений.
Возникают проблемы в реках и прибрежных океанических водах. Обычно такое загрязнение связано с использованием природных вод в качестве охлаждающих агентов в промышленных процессах, например на электростанциях. Вода, возвращаемая в водоемы предприятиями, теплее исходной и, следовательно, содержит меньше растворенного кислорода. Одновременно нагревание среды увеличивает интенсивность метаболизма её обитателей, а, значит, их потребность в кислороде. Если температура сбрасываемой воды незначительно отличается от температуры воды в водоеме, то никаких изменений биотического компонента экосистемы может не произойти. Если же температура повышается существенно, то в биоте могут произойти серьёзные изменения. Например, для проходных рыб типа лосося бедные кислородом участки рек становятся непреодолимыми препятствиями, и связь этих видов с нерестилищами прерывается.
Меняются физические свойства воды, что неблагоприятно влияет на обитателей водоемов. Основным фактором ухудшения её качества является снижение растворимости кислорода, которая уменьшается на одну треть при температуре 30С, вызывая эвтрофикацию водоёмов и их видовой состав.
Происходит увеличение температуры подземных вод против фоновых значений. Тепловому загрязнению сопутствуют, как правило, уменьшение содержания кислорода в воде, изменение её химического и газового состава, цветение воды и увеличение содержания в воде микроорганизмов. Тепловое загрязнение подземных вод обусловливается как поступлением в водоносные горизонты нагретых сточных вод с поверхности, так и внедрением вод нижележащих горизонтов вследствие затрубных перетоков.
Выбросы тепла в окружающую среду в центрах крупных городов приводят к повышению температуры воздуха на 2-3 С по сравнению с периферией.
Тепловые загрязнения среды обитания возникают в местах использования различных энергоносителей. Наиболее значительными источниками теплового загрязнения среды являются ТЭС и АЭС, а в последнее десятилетие еще и дата-центры сетевых гигантов Google, Facebook и других, а также гигантские майнинговые фермы. Основная доля тепловых сбросов ТЭС и АЭС приходится на системы конденсации отработавшего пара турбин. Потребление воды в системе конденсации пара на ТЭС составляет до 150 л / (кВт ч), что объясняется ограничением нагрева охлаждающей воды на величину не более 10 С. При этом нагрев воды в естественных водоемах, куда сбрасывается теплота, не должен превышать 5 зимой и 3 С летом.

## Меры предотвращения
Основным способом снижения теплового загрязнения является постепенный отказ от ископаемого топлива и переход на возобновляемую энергию, использующую природные источники энергии: свет, ветер и гидроресурсы. Вспомогательной мерой может быть переход от экономики общества потребления к ресурсной экономике.

## Критика
Саймон Купер (Simon Kuper) в 2011 г. в связи с конференцией ООН по изменению климата в Дурбане писал, что явно отсутствующая при этом готовность к действиям мирового сообщества едва ли связана с немногочисленными голосами климатических скептиков. Было бы большой ошибкой полагать, что политические решения, в том числе и связанные с отношением к изменению климата, действительно связаны с научными представлениями об этом феномене.
Купер ссылается на тезис Даниэля Заревица (Daniel Sarewitz), согласно которому политические интересы и желания преобразований по ряду экологических вопросов в 1970-е гг. были намного более сильными, чем имевшиеся в то время научные данные по соответствующим вопросам по сравнению с тем, что мы знаем о них сегодня. Это же касалось и климатической политики: здесь налицо были не столько научные исследования, сколько политические интересы. Именно поэтому политические конфликты интересов в то время должны были быть вынесены на общественное обсуждение.
По мнению социолога Мэтью Нисбета (Matthew Nisbet), отношение к климатической политике и к изменению климата в США превратилось, подобно отношению к налоговой политике, праву на ношение оружия и законодательству об абортах, в политический и социальный маркер. Майк Халм (Mike Hulme) также связывает отношение к климатическим изменениям и климатический скептицизм не столько с наукой, сколько с различным мировоззрением и убеждениями, в связи с чем возможность убедить противную сторону в таких спорах ограничена.
Купер подчёркивает, что едва ли сторонники теории управляемого человеком изменения климата численно превышают скептиков. Существенным фактором глобального бездействия по климатическим вопросам является недостаток у большинства готовности к действиям.